# 中央競馬競走除外多発事案
中央競馬競走除外多発事案（ちゅうおうけいばきょうそうじょがいたはつじあん）は、2019年6月に日本中央競馬会（JRA）の競馬開催で、156頭が競走除外となった事案である。JRA禁止薬物騒動と呼ばれることも多い。
この他、地方競馬全国協会（NAR）の競馬開催でも、ばんえい帯広競馬で5頭、金沢競馬で20頭、船橋競馬で5頭が競走除外となった。

## 概要
日本農産工業が販売していたサプリメントの一種である競走馬用のカルシウム剤「グリーンカル」から、血管拡張や利尿作用などの効果がある禁止薬物「テオブロミン」が検出されたことが原因であり、6月15日・16日に中央競馬に出走を予定していた馬のうち156頭が競走除外となった。
翌週の開催に向けて、日本中央競馬会（JRA）では当該飼料を使用していた厩舎で出走予定がある全頭（計365頭）について検査を行ったが、結果は全馬が陰性であった。
この問題は地方競馬にも影響した（後述）。
「グリーンカル」は日本農産工業の子会社であるニッチク薬品工業が製造し、JRAの関連会社であるJRAファシリティーズなども含む飼料販売業者を通じて販売されていたもの。日本農産工業では15日現在「原材料としてテオブロミンを使用していない」こと、並びに「原因が特定できていない」ことを明らかにしていたが、後に原因が特定された。

## 影響

### 中央競馬
6月15日・16日に中央競馬に出走を予定していた馬のうち156頭が競走除外となった。これは土日に出走を予定していた全983頭の約15.9%に当たる。なおこの措置は全頭検査が間に合わないための措置であることから、JRAでは競走除外となった全馬については、翌週の競走の優先出走権を与えるとしたが、後に優先出走権の有効期間を8月11日までに延長した。また除外となった馬の関係者（馬主・調教師・騎手等）に対しては、出走予定だったレースの3着賞金＋交付金に相当する額の補償がJRAより行われた。
重賞は16日に東京競馬場で第24回ユニコーンステークス（GIII）、函館競馬場で第26回函館スプリントステークス（GIII）が行われた。
出走頭数減の影響は売上にも及び、15日の売上は東京が前年比102.9%とプラスとなったものの、阪神が同89.4%、函館が同79.3%と大幅ダウン。ただし16日の売上は3場合計で前年比99.5%となり、ほぼ前年並みを確保した。

#### 第24回ユニコーンステークス（GIII）
15頭が出走予定だったが、サトノギャロス、ロードグラディオが除外となり、13頭立てとなった。

#### 第26回函館スプリントステークス（GIII）
13頭が出走予定だったが、高松宮記念4着のダノンスマッシュら6頭が除外となり7頭立てで争われた。これは、重賞における最多の除外となった。この結果同レースの勝馬投票券の売上も、前年比62.9%と大幅ダウンとなった。枠連は発売されたが、複勝は2着払い(的中馬券は10番および11番のみ)となった。
| 枠番 | 馬番 | 競走馬名           | 性齢 | 斤量 | 騎手       | 調教師   | オッズ（人気） |
| ---- | ---- | ------------------ | ---- | ---- | ---------- | -------- | -------------- |
| 1    | 1    | サフランハート     | 牡6  | 56   | 勝浦正樹   | 北出成人 | 22.6（6人）    |
| 2    | 2    | ペイシャフェリシタ | 牝6  | 54   | 岩田康誠   | 高木登   | 4.7（3人）     |
| 3    | 3    | シュウジ           | 牡6  | 57   | 秋山真一郎 | 須貝尚介 | 競走除外       |
| 4    | 4    | ライトオンキュー   | 牡4  | 56   | 古川吉洋   | 昆貢     | 競走除外       |
| 4    | 5    | リナーテ           | 牝5  | 54   | 藤岡康太   | 須貝尚介 | 競走除外       |
| 5    | 6    | ダノンスマッシュ   | 牡4  | 57   | 川田将雅   | 安田隆行 | 競走除外       |
| 5    | 7    | ダイメイフジ       | 牡5  | 56   | 松岡正海   | 森田直行 | 7.4（4人）     |
| 6    | 8    | トウショウピスト   | 牡7  | 56   | 横山和生   | 土田稔   | 競走除外       |
| 6    | 9    | ユキノアイオロス   | 騸11 | 56   | 木幡初也   | 石毛善彦 | 73.8（7人）    |
| 7    | 10   | カイザーメランジェ | 牡4  | 56   | 江田照男   | 中野栄治 | 15.7（5人）    |
| 7    | 11   | アスターペガサス   | 牡3  | 52   | 小崎綾也   | 中竹和也 | 3.9（2人）     |
| 8    | 12   | タマモブリリアン   | 牝6  | 54   | 菱田裕二   | 南井克巳 | 競走除外       |
| 8    | 13   | タワーオブロンドン | 牡4  | 58   | D.レーン   | 藤沢和雄 | 1.8（1人）     |

### 地方競馬
地方競馬においても以下の競馬場で競走除外が発生している。
- 船橋競馬場で、6月16日・17日に出走予定で「グリーンカル」を使用していた厩舎の所属馬5頭が競走除外となった[11]。
- ばんえい競馬（帯広競馬場）では、6月15日・16日に出走予定だった競走馬のうち5頭が競走除外となった[12]。
- 金沢競馬場では、6月16日に出走予定だった20頭が競走除外となった[12]。これに関連し、頭数減となった一部の競走において複勝馬券の発売方式を誤る事態が生じ（本来であれば複勝式を発売しない競走で発売したり2着払いで発売すべき競走で3着払いとしてしまった。）、後日に発売しないはずの競走で不的中となった投票分の返還ならびに2着払いになるはずの競走においては3着払いの計算で払戻金が確定した1・2着の払戻金を上乗せする補償が行われた[13]。

## 原因
直接の原因は、製造業者が「グリーンカル」の原料の一つであるアルファルファミール（牧草粉砕品）の製造ラインと同じ建屋内で、テオブロミンを含有するカカオ豆副産物の粉砕作業が行われており、その粉塵が混入したものと断定された。
また、今回問題になった「グリーンカル」については2018年12月より製造工程が変更になっていたが、変更後のロットの商品について日本農産工業から競走馬理化学研究所への検査依頼が行われたのが2019年4月であるにも関わらず、実際には工程の変更直後から当該ロットの商品が販売されていた。このため、なぜ未検査のサプリメントが大々的に販売されたのかとの点が疑問視されていたが、これについては日本農産工業が「新規原料の追加を伴う変更等を行う場合のみをロットの変更とみなし、同一配合率・同一製造工程の製品については年1回のモニタリング検査のみを実施する」と内規で定めていたことが原因で、JRA側の指導方針と違うことをしていた。
一方で、最終的に300頭以上の馬に対して検査が行われたにも関わらず全馬が陰性となったことから、原因公表前の段階で一部マスコミから「飼料の検査用サンプルにピンポイントに禁止薬物が混入した可能性」や、現在の検査体制の妥当性を疑問視する意見も出されている。

## 対応
日本中央競馬会（JRA）は、10月21日の定例記者会見で、2020年1月から運用開始される再発防止対策を発表した。理事長の諮問機関として薬物検査の適切な実施や薬物検査状況の監理を目的に、「飼料薬物検査監理委員会」が設置。これによって、承認した業者に対して指導を徹底され、JRAの施設内で飼料を販売する業者を承認制とし、厩舎関係者が使用できる飼料は承認業者から納品されたものに限定された。また、JRAの施設内で販売される飼料は、牧草や穀物などの単体飼料を除いて、製品の外装に薬物検査成績が確認できるQRコードの添付を義務づけられることになった。
また処分として、後藤正幸理事長は10月から3カ月、給与の10％を辞退。町田勝弘副理事長、横田貞夫馬事部担当理事は9月26日付で戒告処分となった。